# Église Saint-Jean-Marie Vianney de Beauvais
L'église Saint-Jean-Marie Vianney de Beauvais est située dans le quartier Argentine à Beauvais, dans le département de l'Oise. Elle est affiliée à la paroisse Saint-Lucien de Beauvais Nord.

## Historique
L'église Saint-Jean-Baptiste a été construite en 1971  dans le nouveau quartier Argentine, au nord de la ville, formé de grands ensembles d'immeubles.

## Caractéristiques
La caractéristique essentielle du bâtiment construit en béton avec un puits de lumière éclairant le chœur de l'édifice. En 2011-2012, l'église fut rénovée avec la construction d'un campanile, par Christophe Giraud, architecte beauvaisien.